# Aminata Sangaré
Aminata Brahima Sangaré (Bamako, 10 febbraio 2002) è una cestista maliana.

## Carriera
Con il Mali ha disputato i Campionati africani del 2021.